# Каменный Лог (приток Лемазы)
Ка́менный Лог — левый приток реки Лемазы в Мечетлинском районе Башкортостана, Россия.
Начинается в лесистой возвышенности (отметка 275 м НУМ), но протекает большей своей частью в суходоле, в безлесной местности, только ближе к устью опять вступает в лес Лукановка. Реку пересекает линия связи и ЛЭП.
Ближайшее поселение к истоку — Октябрьск.